# Berenice Muñoz
Berenice Muñoz Gerardo (Tulancingo de Bravo, Hidalgo, 11 de marzo del 2000) es una futbolista profesional mexicana. Actualmente juega como centrocampista en el Club León Femenil de la Primera División Femenil de México.

## Biografía
Ha representado a Hidalgo en competencias nacionales y fue parte del Real Actopan, club de una liga semiprofesional de mujeres. Pertenecía a la plantilla del Club de Fútbol Pachuca y compitió en la Copa Femenil MX, torneo del que fueron campeonas en mayo del 2017. 
Marcó el primer gol en la historia de la Liga MX Femenil. Finalizó el Apertura 2017 con 9 anotaciones para convertirse en la goleadora de su equipo y posicionarse en el sexto sitio general.
Fue convocada para formar parte de la Selección Nacional de Fútbol femenil. Sin embargo, en enero de 2018 la Comisión de Selecciones Nacionales dio a conocer que, por decisión técnica, Berenice Muñoz causó baja y su lugar lo ocupó Norma Palafox quien presentó un mejor rendimiento futbolístico. http://www.milenio.com/deportes/berenice-munoz-baja-tri-femenil-sub-20
El paso de Berenice Muñoz en el fútbol profesional fue brillante pero fugaz pues para el Apertura 2018 ya no fue incluida en la Plantilla del Club Pachuca.

## Palmarés
| Título          | Club                   | País   | Año  |
| --------------- | ---------------------- | ------ | ---- |
| Copa MX Femenil | Club de Fútbol Pachuca | México | 2017 |